# Lamreh
Lamreh is een bestuurslaag in het regentschap Aceh Besar van de provincie Atjeh, Indonesië. Lamreh telt 1562 inwoners (volkstelling 2010).